# Énigme rouge
Série Lycéennes en péril
La Lame infernale
(1974)
Pour plus de détails, voir Fiche technique et Distribution.
Énigme rouge (Enigma rosso) est un giallo ouest-germano-hispano-italien réalisé par Alberto Negrin et sorti en 1978.

## Synopsis
La jeune Angela Russo est retrouvée assassinée et violée au bord d'une rivière. L'enquête est confiée au commissaire Di Salvo, qui soupçonne que la clef de l'énigme réside dans le pensionnat fréquenté par Angela. Le commissaire découvre rapidement qu'Angela était très proche de certaines de ses camarades de classe : Paola, Virginia et Franca. Les quatre filles avaient été surnommées « le inseparabili » (litt. « les inséparables »). Emilia, la petite sœur d'Angela, fournit au commissaire Di Salvo le journal intime de sa sœur, dans lequel la boutique d'un tailleur romain et le nom de son propriétaire, M. Parravicino, sont souvent mentionnés.
Virginia, quant à elle, avoue à Paola et Franca qu'elle est enceinte. Les filles organisent un avortement clandestin. Après l'avortement, les filles retournent à l'internat sans éveiller de soupçons. Le lendemain, Franca, est victime d'une agression malveillante : lors d'un concours d'équitation, un inconnu tire avec une sarbacane sur le cheval chevauché par la jeune fille, provoquant la chute de la pauvre fille. Inconsciente, Franca est admise dans une salle de réanimation. Paola et Virginia sont inquiètes : la succession d'agressions se rapproche d'elles. Déterminées à avouer la vérité au commissaire Di Salvo, elles sont cependant dépassées par une série d'événements qui les en empêchent. Virginia, encore affaiblie par l'avortement qu'elle a subi, tombe dans les escaliers et doit être emmenée d'urgence à l'hôpital.
Paola, effrayée, quitte l'internat pour un petit appartement à elle. Cependant, c'est dans son propre appartement qu'elle se fait assassiner par un mystérieux personnage vêtu de noir. Di Salvo, qui entre-temps a été abandonné par Christina, poursuit l'enquête et piège le tailleur Parravicino, réussissant à lui arracher des aveux : les quatre filles étaient impliquées dans un réseau de prostitution qui fournissait des jeunes femmes à de riches clients. Après l'interrogatoire, Parravicino est renvoyé chez lui avec l'obligation, toutefois, de ne pas quitter son domicile.
Pendant la nuit, cependant, Parravicino est assassiné. Grâce à des investigations de plus en plus poussées, fondées sur l'analyse de la vie et des habitudes de Parravicino et sur les éléments qui ressortent de la relecture du journal d'Angela, l'inspecteur Di Salvo parvient à la conclusion suivante : l'homme qui dirigeait le réseau de prostitution est son supérieur, l'inspecteur Luigi Roccaglio. Il avait induit le commissaire en erreur à plusieurs reprises au cours de l'enquête. L'inspecteur, se voyant découvert, se suicide en se jetant dans le vide. Avant de mourir, il avoue avoir tué Angela, Paola, Max et Parravicino. Il nie cependant être l'auteur des attaques contre Franca et Virginia. L'enquête étant close et les mesures appropriées ayant été prises à l'encontre du réseau de prostitution, le commissaire Di Salvo continue de se demander qui pourrait être l'auteur des attaques qui ont eu lieu au centre équestre et sur les marches du collège.
Franca et Virginia, quant à elles, se remettent d'aplomb. Mais Virginia doit rester à l'hôpital pour quelques contrôles notamment du fait de l'avortement qu'elle a subi. Le commissaire se rend auprès de la jeune fille dans l'espoir d'obtenir des éléments susceptibles de clarifier la responsabilité des deux attentats. Arrivé à l'hôpital, le commissaire parvient à déjouer une tragédie : Emilia, la petite sœur d'Angela, venue rendre visite à Virginia, tente d'étrangler la jeune fille. Le commissaire parvient à arrêter Emilia juste à temps. L'auteur des deux attaques est bien Emilia : la jeune fille avait l'intention de tuer Franca et Virginia, les tenant pour responsables de la mort de sa sœur.

## Fiche technique
- Titre français : Énigme rouge[1]
- Titre original italien : Enigma rosso[2]
- Titre espagnol : Tráfico de menores
- Titre allemand : Orgie des Todes ou Warum mußte Angela sterben? ou Das Phantom im Mädchenpensionat ou Nemesis[3]
- Réalisation : Alberto Negrin
- Scenario : Peter Berling, Marcello Coscia, Massimo Dallamano, Franco Ferrini, Alberto Negrin et Stefano Ubezio d'après D. M. De Echerri y Gamundi
- Photographie :	Eduardo Noé
- Montage :	Paolo Boccio
- Musique : Riz Ortolani
- Décors : Santiago Montanon
- Costumes : Juan Chamizo
- Maquillage : Massimo De Rossi
- Production : Artur Brauner, Leo Pescarolo (it), Antonio Tagliaferri (it)
- Société de production : Daimo Cinematografica, CIPI Cinematografica, Penta Film, CCC-Filmkunst
- Pays de production :  Italie -  Espagne -  Allemagne de l'Ouest
- Langue originale : Italien
- Format : Couleurs par Eastmancolor - 2,35:1 - Son mono - 35 mm
- Durée : 85 minutes
- Genre : Giallo
- Dates de sortie :
  - Italie : 19 août 1978
  - Espagne : 7 janvier 1980
  - France : 25 mai 1985[1]
  - Allemagne de l'Ouest : octobre 1986

## Distribution
- Fabio Testi : Commissaire Di Salvo
- Christine Kaufmann : Christina
- Ivan Desny : Inspecteur Roccaglio
- Jack Taylor : Parravicino
- Fausta Avelli : Emilia
- Bruno Alessandro : Commissaire adjoint
- Silvia Aguilar : Virginia Nardini
- Caroline Ohrner : Paola
- Taida Urruzola : Franca
- María Asquerino : Miss Graham
- Tony Isbert : Max van der Weyden
- Helga Liné : Mme Russo

## Production
Énigme rouge est le troisième volet d'une série de films vaguement liés entre eux, la trilogie lycéennes en péril, une série de films basés sur l'éveil sexuel de jeunes filles et leurs réactions face aux adultes. En 1974, le public commence à se lasser du genre giallo et à s'intéresser à d'autres genres italiens comme les poliziotteschi, des films policiers urbains influencés par des films américains tels que L'Inspecteur Harry et French Connection et des films noirs français tels que ceux réalisés par Jean-Pierre Melville. Le deuxième film de Dallamano dans la trilogie des lycéennes en péril est La Lame infernale un film dont les thèmes sont semblables à ceux du premier film Mais... qu'avez vous fait à Solange ?. Dans Énigme rouge, Dallamano est crédité comme scénariste du film et était censé le réaliser, mais il est décédé avant le début de la production.

### Vidéographie
- (en) [vidéo][Blu ray] « Innocence Lost », 2015, Arrow Films